# California Admission Day
 El Día de Admisión de California es un día feriado legal en el estado de California en los Estados Unidos. Se celebra anualmente como un día de observancia el 9 de septiembre para conmemorar el aniversario de la admisión de California en 1850 a la Unión como el trigésimo primer estado. 
California fue admitida a la Unión como parte del Compromiso de 1850 en el concepto de un estado libre después de ser cedida a los Estados Unidos por México al final de la Intervención estadounidense en México en 1848. California se convirtió directamente en un estado, nunca se le exigió pasar un período de tiempo como territorio. 